# 第二代罗斯柴尔德男爵沃尔特·罗斯柴尔德
第二代罗斯柴尔德男爵莱昂内尔·沃尔特·罗斯柴尔德，Bt，FRS（英語：Lionel Walter Rothschild, 2nd Baron Rothschild，1868年2月8日—1937年8月27日），英国政治家、银行家與動物學家，為罗斯柴尔德家族创始人迈耶·阿姆谢尔·罗斯柴尔德的玄孙。

## 生平

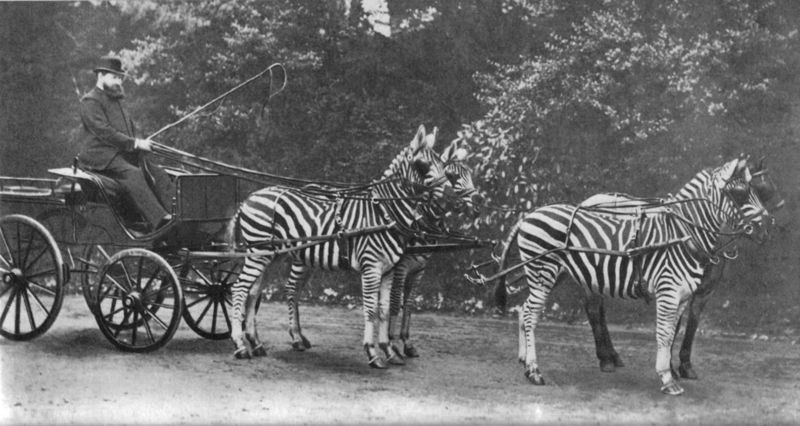
莱昂内尔·沃尔特·罗斯柴尔德驾着由六匹斑马驾的马车去白金汉宫以证明斑马是可以驯服的。

莱昂内尔·沃尔特·罗斯柴尔德于1868年2月8日出生于英国伦敦，他是内森·迈耶·罗斯柴尔德和艾玛·路易丝·冯·罗斯柴尔德的大儿子，莱昂内尔·沃尔特·罗斯柴尔德在7岁时宣称自己以后会开一个动物博物馆.，他在他位于特林公园的家中收藏过袋鼠和珍奇的鸟类，他有一次在特林公园狩猎的时候被马拖过并且被工人打过，他把这归咎于反犹主义。
他年轻时周游了欧洲大陆的各国，在德国的波恩读了一年大学后进入了英国的剑桥大学莫德林学院，1889年他进入了罗斯柴尔德家族的家族企业N M 罗斯柴尔德与儿子们银行（英語：N M Rothschild & Sons）工作，虽然他对金融业缺乏兴趣，但是他还是坚持工作到了1908年才放弃。
莱昂内尔·沃尔特·罗斯柴尔德有1.905米（6英尺3英尺）高，他不敢演讲并且很害羞。他曾经驾着由六匹斑马驾的马车去白金汉宫以证明斑马是可以驯服的。
1899年，莱昂内尔·沃尔特·罗斯柴尔德在艾尔斯伯里国会选区当选为英国下议院议员。
作为一个犹太人，莱昂内尔·沃尔特·罗斯柴尔德积极投身于犹太复国主义运动，他和英国外务大臣亚瑟·贝尔福讨论过犹太复国问题。1917年11月2日，亚瑟·贝尔福给了莱昂内尔·沃尔特·罗斯柴尔德一封信，亚瑟·贝尔福托莱昂内尔·沃尔特·罗斯柴尔德将此信转给一个私人的锡安主义机构“锡安主义联盟”（Zionist Federation），信件的内容即后来的《贝尔福宣言》。1917年10月31日，英国内阁正式通过决议，支持锡安主义者在巴勒斯坦建立犹太人“民族之家”，条件是不伤害当地已有民族的权利。

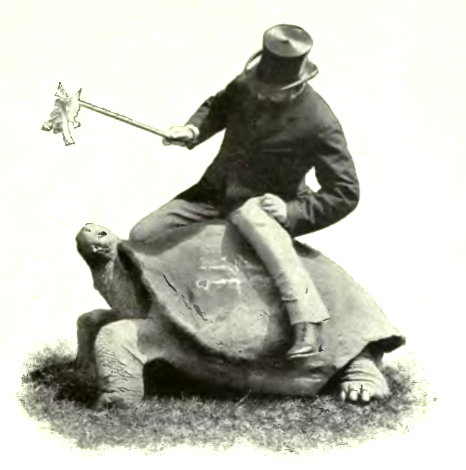
莱昂内尔·沃尔特·罗斯柴尔德骑在一个大乌龟上。

虽然莱昂内尔·沃尔特·罗斯柴尔德终身未婚，但是他至少有两个情人，其中一个还为他生过一个女儿。
莱昂内尔·沃尔特·罗斯柴尔德于1937年8月27日去世。

### 世系表
|  | 迈耶·阿姆谢尔·罗斯柴尔德    | 迈耶·阿姆谢尔·罗斯柴尔德    |  | 古特·斯纳帕             | 古特·斯纳帕             |  |                           |                           |
|  |                             |                             |  |                         |                         |  |                           |                           |
|  |                             |                             |  |                         |                         |  |                           |                           |
|  |                             |                             |  |                         |                         |  |                           |                           |
|  | 内森·迈耶·罗斯柴尔德        | 内森·迈耶·罗斯柴尔德        |  | 卡尔·迈耶·冯·罗斯柴尔德 | 卡尔·迈耶·冯·罗斯柴尔德 |  |                           |                           |
|  |                             |                             |  |                         |                         |  |                           |                           |
|  |                             |                             |  |                         |                         |  |                           |                           |
|  | 莱昂内尔·内森·德·罗斯柴尔德 | 莱昂内尔·内森·德·罗斯柴尔德 |  | 夏洛特·冯·罗斯柴尔德    | 夏洛特·冯·罗斯柴尔德    |  | 迈耶·卡尔·冯·罗斯柴尔德   | 迈耶·卡尔·冯·罗斯柴尔德   |
|  |                             |                             |  |                         |                         |  |                           |                           |
|  |                             |                             |  |                         |                         |  |                           |                           |
|  | 内森·迈耶·罗斯柴尔德        | 内森·迈耶·罗斯柴尔德        |  |                         |                         |  | 艾玛·路易丝·冯·罗斯柴尔德 | 艾玛·路易丝·冯·罗斯柴尔德 |
|  |                             |                             |  |                         |                         |  |                           |                           |
|  |                             |                             |  |                         |                         |  |                           |                           |
|  | 莱昂内尔·沃尔特·罗斯柴尔德  |                             |  |                         |                         |  |                           |                           |